# Scorpaena pascuensis
Scorpaena pascuensis Eschmeyer & Allen, 1971 è un pesce di acqua salata appartenente alla famiglia Scorpaenidae.

## Distribuzione
È una specie demersale endemica dell'Isola di Pasqua, dove è comune su fondali rocciosi fino a 6 m di profondità.

## Descrizione
Il corpo è tozzo, con la testa massiccia. La colorazione è mimetica, marrone, talvolta marrone-rossiccia. La lunghezza massima registrata è di 5,6 cm.

## Biologia
Sconosciuta.

## Conservazione
Poco è noto di questa specie, incluse le possibili minacce, ma la lista rossa IUCN l'ha classificata come "a rischio minimo" (LC) nel 2016 perché è molto comune all'interno del suo areale.